# Шерни
Шерни (итал. Scerni) — коммуна в Италии, расположена в регионе Абруццо, подчиняется административному центру Кьети.
Население составляет 3658 человек, плотность населения составляет 89 чел./км². Занимает площадь 41 км². Почтовый индекс — 66020. Телефонный код — 0873.
Покровителем коммуны почитается святой Памфилий. Праздник ежегодно празднуется 28 апреля.